# Костюк Марія Олегівна
Марі́я Оле́гівна Костю́к (* 1996) — українська тенісистка. Старша сестра тенісистки Марти Костюк, двоюрідна сестра футболістів Вадима та Мирослава Славових, а також австрійської художньої гімнастки Оксани Славової, дочка тенісистки Талини Бейко, онучка математика Івана Бейка.

## З життєпису
Народилась 1996 року в Києві. У дитинстві займалася тенісом, оскільки за словами її батька «не мала іншого вибору, оскільки батьки пов'язані з цим видом спорту». У певний час Марія відмовилася продовжувати заняття тенісом, щоб через спорт не сваритися з батьками. Однак, після закінчення універcитету, вона все ж таки наважилася почати свою професійну кар'єру.
Отримала диплом психолога в Chicago State Univesrity. Змогу навчатись в університеті США виборола у зв'язку з отриманням повної стипендії на навчання граючи за університет першим номером. Одночасно поєднувала навчання з роботою в соціальній службі та тренерством. В 2020-му році її спонсорувала компанія з Чикаго JSSI. Але у зв'язку з коронавірусом та переїздом зі США спонсорство було призупинено.
Марія є чемпіоном України з тенісу. Майстра спорту з тенісу отримала в рекордному віці — 12-ти років, поступившись в фіналі парного турніру чемпіоната України. Враховуючи, що партнером по парі була її мати, майстра спорту їй вручили тільки в віці 17 років після чергової перемоги в Чемпіонаті України. Вона активно тренувала не тільки молодшу сестру Марту, яка досягла рекордних результатів серед юніорів, а також всіх любителів-тенісистів матері-тренера, що і сприяло її високому рівню в такому ранньому віці.

## Кар'єра
Переважно грає на турнірах ITF Women's World Tennis Tour, де ще не вигравала жодного титулу. Але досягла успіхів не тільки на Університетському рівні в Штатах під першим номером, а також на турнірах в парному розряді в 2022 році, і в одиночному розряді в 2023.
2020 року брала участь у жіночому парному розряді зі зміною партнерок на Open 35 de Saint-Malo, Open GDF Suez de Cagnes-sur-Mer Alpes-Maritimes, але зазнала невдачі в першому раунді.
2021 році брала участь у жіночому парному розряді зі зміною партнерів на ITF Гамбург, ITF Монпельє, Grand Est Open 88, ITF  Біарріц і ITF Ферсмольд, але також зазнала невдачі в першому раунді.